# Eremophila racemosa
Eremophila racemosa är en flenörtsväxtart som först beskrevs av Stephan Ladislaus Endlicher, och fick sitt nu gällande namn av Ferdinand von Mueller. Eremophila racemosa ingår i släktet Eremophila och familjen flenörtsväxter. Inga underarter finns listade i Catalogue of Life.